# The UNIX-HATERS Handbook
The UNIX-HATERS Handbook is een semi-humoristische bewerkte compilatie van berichten aan de UNIX-HATERS mailinglijst. Het boek is geredigeerd door Simson Garfinkel, Daniel Weise en Steven Strassmann en werd gepubliceerd in 1994.

## Inhoud
Het boek gaat over de frustraties van gebruikers van het Unix-besturingssysteem. Veel gebruikers kwamen van systemen zoals bijvoorbeeld Lisp-machines, waarvan ze vonden dat ze veel geavanceerder waren qua functionaliteit en bruikbaarheid. Ze waren gefrustreerd door de schijnbare "slechter is beter"-ontwerpfilosofie die volgens hen door Unix en veel van de Unix-programma's gehanteerd werd.
Het boek is gebaseerd op berichten die tussen 1988 en 1993 naar de UNIX-HATERS-mailinglijst zijn gestuurd en bevat een voorwoord van ontwerp-goeroe Donald Norman en een "anti-voorwoord" van Dennis Ritchie, een van de makers van het besturingssysteem.
Veel van de klachten in het boek over het Unix-besturingssysteem zijn gebaseerd op ontwerpbeslissingen en anomalieën in de command-line-interface.
De opdracht in het boek luidt: "Aan Ken en Dennis, zonder wie dit boek niet mogelijk zou zijn geweest.", verwijzend naar Ken Thompson en Dennis Ritchie, de makers van Unix.

## Uitgave
Het boek werd uitgegeven als paperback. De illustratie op de omslag was geïnspireerd door De Schreeuw van Edvard Munch. In elk exemplaar van het boek zat achteraan een kotszakje met het opschrift "UNIX barf bag".
Het boek werd in 2003 gratis beschikbaar gesteld in elektronische vorm.

## Ontvangst
Latere recensenten van het boek hebben opgemerkt dat sommige problemen ondertussen opgelost zijn, zoals de ontwikkeling van het ext2-bestandssysteem dat het gebrek aan block storage aanpakt.